# Aloe cinnabarina
Aloe cinnabarina é uma espécie de liliopsida do gênero Aloe, pertencente à família Asphodelaceae.